# Ana María González (Sängerin, 1920)
Ana María González (geb. María Olga del Valle Tardos; * 31. Januar 1920 in Jalapa; † 20. Juni 1983 in Mexiko-Stadt) war eine mexikanische Sängerin.
González begann ihre Laufbahn als Sängerin beim Rundfunk XEB. Sie trat dann im Follies Bergere und mit Mario Moreno „Cantinflas“ im Salón Carpa Ofelia auf. Neben Boleros und Rancheros sang sie auch spanische Musik und wurde auf Tourneen durch Lateinamerika und Spanien populär. Sie interpretierte Lieder von Luis Alcaraz, Luis Pons und Armando Manzanero. Auf einer Tournee durch Lateinamerika bestimmte sie Agustín Lara als offizielle Interpretin seiner Lieder. Bekannt wurde sie mit Titeln wie Volver a empezar, Golondrina de ojos negros, Camino verde, Contigo, La Zarzamora, Duerme, Espinita o Solamente una vez und besonders mit Madrid, das Lara eigens für sie komponierte. Als Sängerin trat sie auch in mehreren Kinofilmen auf.